# حوطة الهويمل (حورة)
'

تعديل مصدري - تعديل

حوطة الهويمل هي إحدى قرى عزلة حوره بمديرية حورة التابعة لمحافظة حضرموت، بلغ تعداد سكانها 568 نسمة حسب تعداد اليمن لعام 2004.